# Fimbristylis acicularis
Espèce
Synonymes
- Abildgaardia brevifolia Steud.[1]
- Eriocaulon setaceum Lour.[1]
- Fimbristylis acuminata var. minor Nees ex Boeckeler[1]
- Fimbristylis australica Boeck.[2]
- Fimbristylis bursifolia S.Vidal[1]
- Fimbristylis decumbens Boeckeler[1]
- Fimbristylis setacea Benth.[1]
- Iria acicularis (R.Br.) Kuntze[1]
- Isolepis cochleata Steud.[1]

Fimbristylis acicularis est une espèce de plantes de l'ordre des Poales, de la famille Cyperaceae, et qui appartient au genre Fimbristylis, décrite par Robert Brown,,. 